# Yórgos Moschoús
Yórgos Moschoús ou Giórgos Moschoús (en grec moderne : Γιώργος Μοσχούς), né en 1944 et décédé le 7 avril 2011, était un pilote de rallyes grec, spécialiste du rallye de l'Acropole.

## Biographie
Sa carrière s'étala régulièrement de 1973 (Alfa Romeo 2L.) à 1986 (Nissan (Datsun) 240 RS).
En Championnat du monde des rallyes (WRC), il participa douze fois à son rallye national (l'Acropole) entre 1975 et 1986, terminant huit fois dans les dix premiers, ses meilleurs résultats étant une 4e place en 1976, et une 5e en 1982. Son principal copilote fut Alexandros Konstantakos (dit Simetra II, "Alexis"/Aλέξης Konstantakos), entre 1979 à 1984.

## Palmarès

### Titres
- Octuple Champion de Grèce des rallyes (record, tout comme Leonídas Kýrkos), de 1979 à 1986, tous acquis sur Datsun (160 J GT Violet (3), Violet GTS (1), 240 RS (2), et 240 RS ET (2));

### 5 podiums en ERC
- 2e du rallye de Yougoslavie, en 1985;
- 2e du rallye Halkidiki, en 1980 et 1981;
- Trois fois 3e du rallye Halkidiki, en 1982, 1984 et 1986;